# 班贾纳加尔
班贾纳加尔（Bhanjanagar），是印度奥里萨邦Ganjam县的一个城镇。总人口19699（2001年）。

## 人口
该地2001年总人口19699人，其中男性10194人，女性9505人；0—6岁人口2007人，其中男1037人，女970人；识字率78.23%，其中男性为84.36%，女性为71.66%。